# Еланская волость (Тюкалинский уезд)
Ела́нская во́лость — административно-территориальная единица Тюкалинского уезда (позже — Калачинского уезда) Тобольской губернии.
Волостной центр — село Еланское.

## История
Еланская волость была основана в конце XVIII века.
До 1876 года Еланская волость входила в Омский уезд Тобольской губернии.
С 1876 года волость входила в Тюкалинский уезд Тобольской губернии (созданная из Омского уезда).
С 5 декабря 1919 года Еланская волость вошла в образованный Калачинский уезд Омской губернии.
С 1925 года был образован Еланский район (районный центр — село Еланское) в составе Омского округа Сибирского края.
В состав района вошли: Еланская и Мартыновская, а также частично Верхнеомская, Казачье-Мысская, Копьевская и Нижнеомская волости.

## Территориальные трансформации волости

### Состав волости на 1909 год.
На 1912 год в волость входило 16 населённых пунктов:
(по сравнению с 1903 год добавился пос. Казанский).
- дер. Ачаирка.
- пос. Воскресенский.
- с. Еланское.
- д. Епанчина.
- пос. Казанский.
- д. Киршева.
- д. Козина.
- пос. Красно-Никольский.
- пос. Михайловский.
- д. Нижне-Омская.
- пос. Покровский.
- пос. Рязанский.
- д. Тайлакова.
- д. Усть-Горы.
- д. Хомутинка.
- д. Чинявина.

Проживало на территории волости 5646 мужчин, 5739 женщин, то есть всего 11385 человек.

### Состав волости на 1903 год.
На 1903 год в волость входило 15 населённых пунктов:
- дер. Ачаирка.
- пос. Воскресенский.
- с. Еланское.
- д. Епанчина.
- д. Киршева.
- д. Козина.
- пос. Красно-Никольский.
- пос. Михайловский.
- д. Нижне-Омская.
- пос. Покровский.
- пос. Рязанский.
- д. Тайлакова.
- д. Усть-Горы.
- д. Хомутинка.
- д. Чинявина.

Проживало на территории волости 4906 мужчин, 4829 женщин, то есть всего 9738 человек.

### Состав волости на 1893 год.
На 1893 год в волость входило 27 населённых пунктов:
- дер. Ачаирка.
- дер. Антоновка.
- дер. Белишева.
- пос. Воскресенский.
- Гельсингфорс(лютеранская колония).
- дер. Денисовская.
- с. Еланское.
- д. Епанчина.
- д. Киршева.
- д. Кузнецова.
- д. Козина.
- пос. Красно-Никольский.
- Ковалевский(выселок лютеранской колонии).
- с. Локтинское.
- пос. Михайловский.
- д. Нижне-Омская.
- д. Николаевка.
- д. Нарва(лютеранская колония).
- пос. Покровский.
- пос. Рязанский.
- д. Рига(лютеранская колония).
- д. Ревель(лютеранская колония).
- д. Соловецкая.
- д. Тайлакова.
- д. Усть-Горы.
- д. Хомутинка.
- д. Чинявина.

## Современное состояние
Сегодня на территории бывшей волости находятся части современных Нижнеомского района Омской области и Усть-Таркского района Новосибирской области.